# Graduat en Educació Secundària Obligatòria
El Graduat en Educació Secundària Obligatòria és un títol que acredita uns coneixements mínims equivalents al nivell 2 de l'ISCED internacional. Constitueixen la base que es considera imprescindible a Espanya per desenvolupar amb garanties una correcta inserció social i laboral. Els alumnes que abandonen l'escola sense aquest graduat estan en situació de fracàs escolar, ja que no han assolit prou les competències bàsiques.
Es pot obtenir de diferents maneres
- Finalitzant l'ESO, a l'ensenyament reglat
- A les escoles d'adults, amb cursos específics o exàmens lliures
- Convalidant estudis estrangers equivalents
- Superant els mòduls C dels PQPI

El graduat s'obté amb una qualificació positiva a les diferents matèries que formen el currículum educatiu obligatori, comú a tots els centres. L'equip de professorat pot decidir atorgar el títol amb un màxim de dos suspensos en funció del procés seguit per l'estudiant mitjançant una avaluació col·legiada.